# 6113 Tsap
6113 Tsap este un asteroid din centura principală de asteroizi.

## Descriere
6113 Tsap este un asteroid din centura principală de asteroizi. A fost descoperit pe 16 septembrie 1982 la Observatorul astrofizic din Crimeea de Liudmila Cernîh. El prezintă o orbită caracterizată de o semiaxă mare de 2,66 ua, o excentricitate de 0,20 și o înclinație de 2,2° în raport cu ecliptica.